# Manga (Montevideo)
El barrio Manga está situado dentro del departamento de Montevideo, República Oriental del Uruguay.

## El Pago de Mangangá
El origen de la denominación Manga, se cree que, proviene del apócope de la voz Mangangá, denominación por la cual aparece mencionado en 1780 el pago, luego llamado Manga.
Según don Benito Tesore, conocedor de la historia del Manga y de sus hombres, en la zona, subsistieron en ella, hasta los primeros años de este siglo, varias mangueras de piedra de antiguos pobladores como los Vallejos, pero otros llegados posteriormente, consideraban que eran obras militares del tiempo de Artigas, que habrían sido construidas para contener el avance portugués.
Esgrimiendo esta presunción, lograron de las autoridades comunales que dos caminos de la zona llevaran la denominación Trincheras y del Fortín.
El primer poseedor de una chacra del Manga fue Esteban Artigas, hijo del capitán Juan Antonio Artigas, por donación del gobierno Español. En el Padrón Aldecoa, de 1772-1773 figura como viviendo con sus seis hijos de menor edad en el Manga, en entonces llamado Pago del arroyo de Sierra, conocido con esa denominación por ser el apellido de un vecino de la zona.
La chacra “Mangafue” –así se llamaba- fue pasando a lo largo de los años por diferentes propietarios; uno de ellos, Marcos Drapple. Quien en febrero de 1834 ofrecía en venta su saladero conocido con el nombre de Los Dos Hermanos, situado a 3 ½ leguas de Montevideo. La edificación constaba de dos construcciones una; de dieciséis habitaciones, un almacén, una carnicería, un “granero en alto” para depósito de cueros, sebo, lanas y granos y un galpón grande para desalar con sus aleros. Otra con un enrejado de madera para apilar las carnes, con cuatro puertas de ventilación, y una caballeriza.
Según ”El Universal” tenía buenas tierras de pastoreo y aguas, arboledas de sauces y membrillos y un cercado de pitas como para proteger diez fanegas de sementeras. En el predio del Manga, puesto en venta en enero de 1834, existían también dos atahonas, un horno de ladrillos con estanque y un pisadero. El comprador fue Luis Fernández, que ya junto con su hermano José, habían estado vinculados al lugar por sus actividades, donde tenían a fines de siglo XVIII, una chacra, pulpería y atahona. La propiedad de esta chacra la mantuvo Luis Fernández luego del fallecimiento de José en 1819, heredándola Manuel Cifuentes, persona de arraigo en el Cordón, donde fue juez de Paz. En 1832, Cifuentes fue designado por la Junta Económico-Administrativa del departamento de Montevideo para integrar la Comisión de Educación Pública de Extramuros, junto con Matías Tort y Pedro Pablo de la Sierra. En el período 1839-1841 fue miembro de dicha Junta y años después, en 1863, luego de haber residido en el Manga con su familia durante la llamada Guerra Grande, fue convocado para integrar dicho cuerpo comunal como suplente de Félix Buxareo.
Localizado en la periferia de Montevideo. Se trata de la tierra donde pasó sus últimos días José Pedro Varela, tras padecer tuberculosis, dado que por tratarse de una zona de chacras y quintas el aire puro afectaba favorablemente su calidad de vida.
Por la calle Osvaldo Rodríguez se encuentra el establecimiento "El Roble" donde él moró en ese período de su vida.

## Transporte

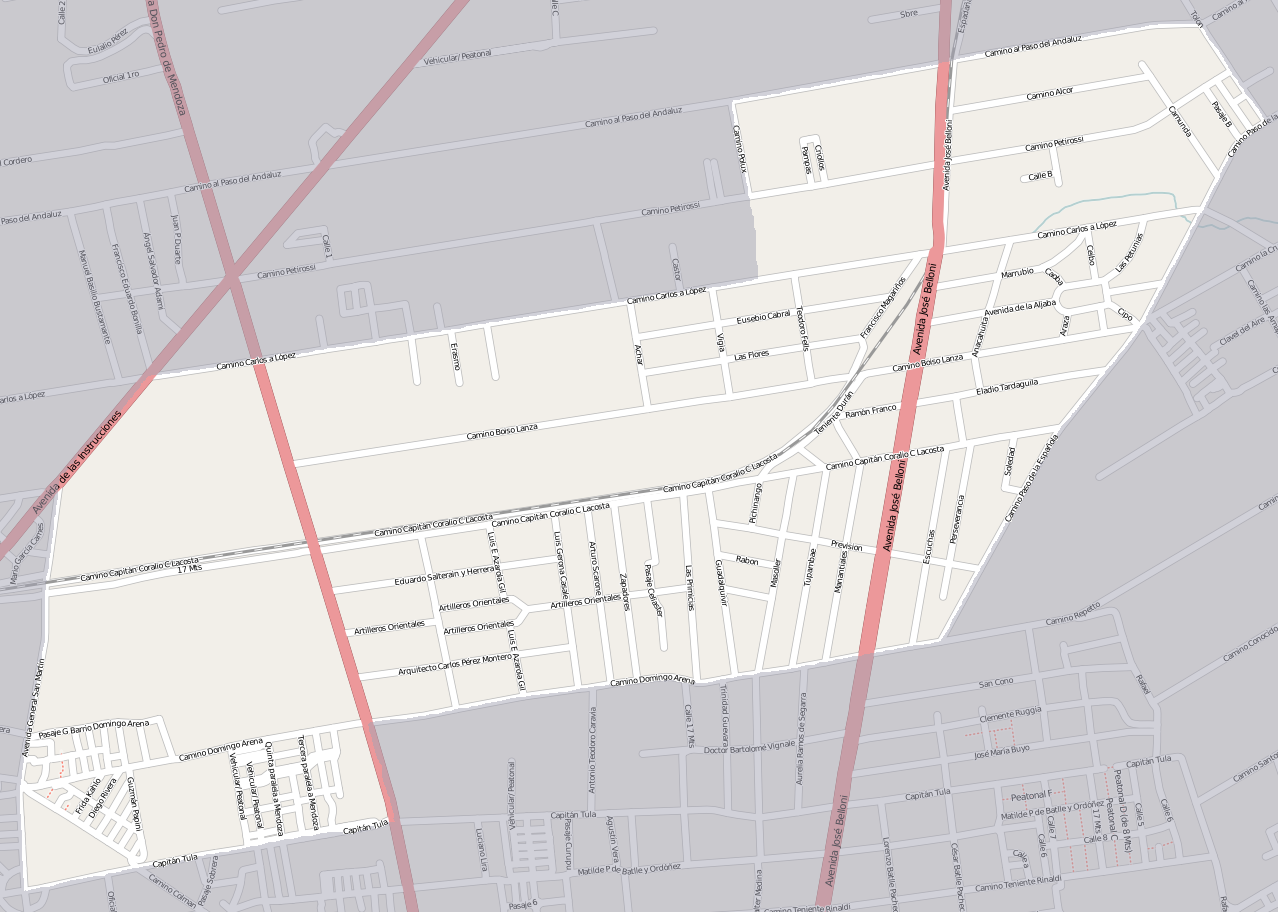
Mapa de las calles de Montevideo donde aparece delimitado el barrio Manga.

En el barrio Manga existen 2 terminales de ómnibus con su nombre (Manga). Una se encuentra ubicada en la avenida José Belloni y Camino al Paso del Andaluz y allí terminan las líneas: 110, 192 y ocasionalmente 169 haciendo destino intermedio allí. La otra terminal se encuentra en Francisco Magariños y Eusebio Cabral, donde ahí termina la línea 149 que une Pocitos con este punto. Después más hacia el barrio Puntas de Manga termina la línea 169 y 300, sobre José Belloni e Instrucciones. En cercanías a la terminal pero todavía en Manga, más precisamente en Camino al Paso de la Española entre Camino al Paso del Andaluz y el Anillo Perimetral de Camino Fénix, se encuentra la terminal del 505 con destino Andaluz.

## Zonas Vecinas
| Sur              | Piedras Blancas |
| Norte y Noroeste | Toledo Chico    |
| Este             | Villa García    |
| Suroeste         | Casavalle       |